# Лозенец (Ямболская область)
Лозенец (болг. Лозенец) — село в Болгарии. Находится в Ямболской области, входит в общину Стралджа. Население составляет 627 человек.

## Политическая ситуация
В местном кметстве Лозенец, в состав которого входит Лозенец, должность кмета (старосты) исполняет Петранка Димитрова Добрева (Болгарская социалистическая партия (БСП)) по результатам выборов правления кметства.
Кмет (мэр) общины Стралджа — Митко Панайотов Андонов (Болгарская социалистическая партия (БСП)) по результатам выборов в правление общины.